# Uqayribat (nahija)
Nahija Uqayribat (ar. ناحية عقيربات)  je sirijska nahija u okrugu Salamiyah u pokrajini Hama. Po popisu iz 2004. (prije rata), nahija je imala 21.004 stanovnika. Administrativno sjedište je u naselju Uqayribat.